# Aremonia
Aremonia é um género botânico pertencente à família Rosaceae.